# Carlos Portela

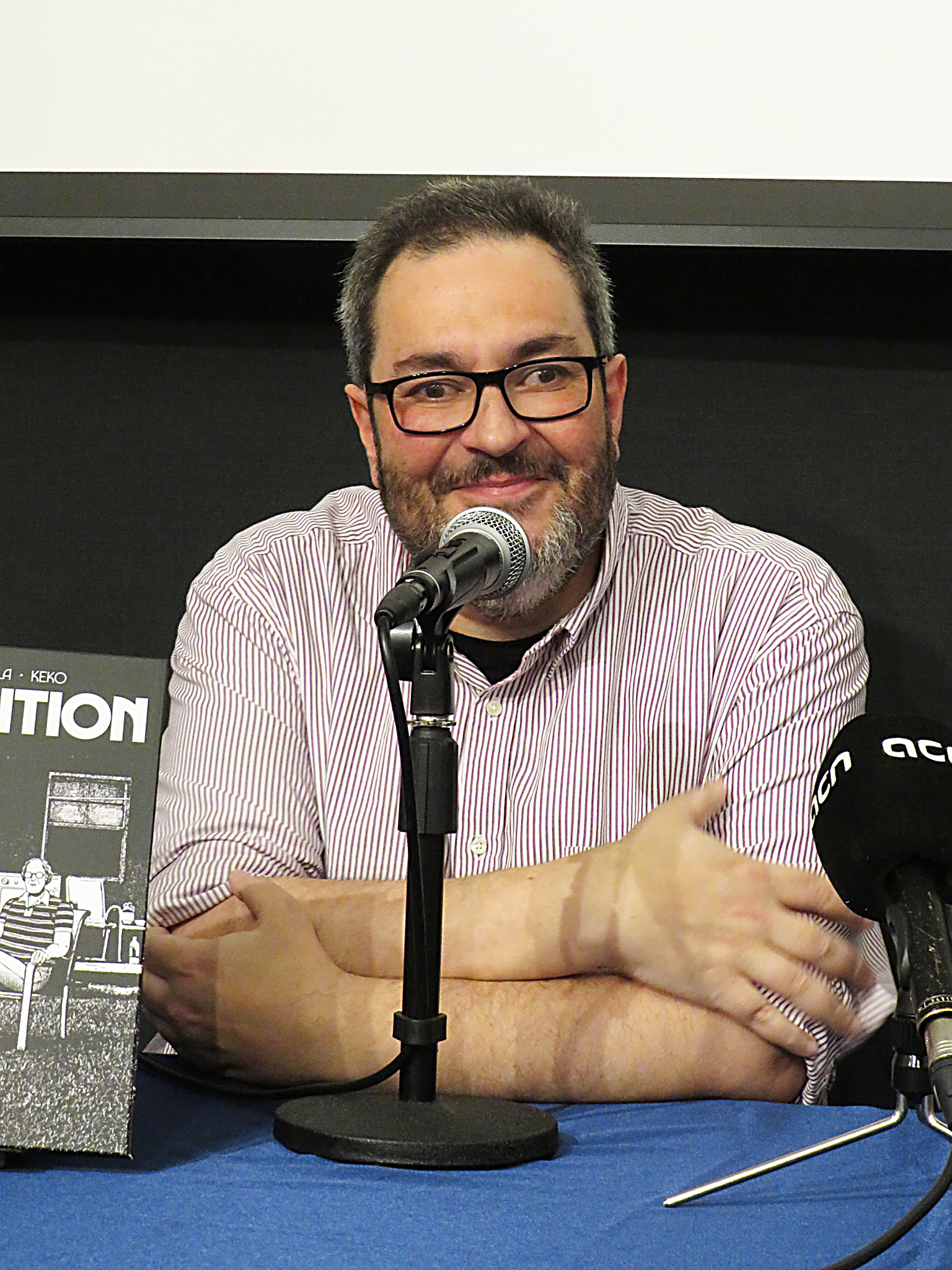
Carlos Portela, en 2023

Carlos Portela Orjales es un guionista de historietas y series de televisión español, también productor y subdirector del festival Viñetas desde O Atlántico, nacido en Vigo en 1967.

## Biografía
Carlos Portela se inició en el mundo de los fanzines, autoeditándose "Interlínea" (1984) y participando con "Coiote" y "Frente Comixario". Ya a nivel profesional, escribió en 1988 las series Forest Hill y Guinsy con dibujos de Norberto Fernández y Víctor Rivas, respectivamente, para el periódico "Atlántico Diario"; también Canciones de amor con Santiago Sequeiros para "Totem, el Comix" y empezó a colaborar en el programa de radio "Arte Alfa" (Radio ECCA).
Para Camaleón Ediciones publicó las series Impresiones de la Isla (1993), dibujada por Fernando Iglesias y Kami Seeds (1995), que lo fue por Fernando Iglesias y Víctor Rivas. De nuevo junto a Fernando Iglesias realizó entre 1995 y 2000 la serie El Laberinto de Piedra para la revista "Compostelan". 
En 1996 comenzó a trabajar como guionista para Xabarín Club. En 1998 se encargó de los guiones del relanzamiento de la serie Gorka dibujada por Sergi San Julián para la línea Laberinto de Planeta DeAgostini.
En el nuevo siglo, se vuelva en la escritura de series de televisión, como Rías Baixas (2000), Entre bateas (2002) y Maridos e mulleres (2006-2008). No abandonó por ello el cómic, realizando con Das Pastoras la serie fantástica Les Heresiarcas (2002) para Les Humanoides Associés. Tanteó además el mundo del cine, escribiendo los guiones de El año de la Garrapata (2004) y Hotel Tívoli (2005).
En 2005 comienza a colaborar con Purita Campos en el relanzamiento de Esther, que se convierte en todo un éxito de ventas. Colabora también con Sergi San Julián en la novela gráfica La cuenta atrás (2008), donde narra en sentido inverso y con un reparto coral el desastre del Prestige, y con Fernando Iglesias en la serie Peter Schlemihl para la revista "BD Banda" . Sigue escribiendo nuevas series televisivas: Padre Casares, de la que también es productor; Gondar (2009), y Matalobos (2009).

## Obra
Audiovisual
- 2000 Rías Baixas
- 2002 Entre bateas
- 2004 El año de la Garrapata
- 2005 Hotel Tívoli
- 2006-2008 Maridos e mulleres
- 2008 Padre Casares
- 2009 Gondar
- 2009 Matalobos
- 2011 Piratas
- 2017-2019 Velvet Colección[4]

Historietística
- 1990 Debuxantes en banda, colectiva (Casa de Xuventude de Ourense)
- 1992 Memak, con dibujos de Fernando Iglesias ("Frente Comisario")
- 1992 Vox Populi, con dibujos de Víctor Rivas ("Atlántico Diario")
- 1993 Impresiones de la isla, con dibujos de Fernando Iglesias ("Camaleón Ediciones")
- 1995 Kami Seeds, con dibujos de Fernando Iglesias y Víctor Rivas ("Camaleón Ediciones")
- 1996 El Laberinto de Piedra, con dibujos de Fernando Iglesias ("Compostelan")
- 1998 Gorka, con dibujos de Sergi San Julián ("Planeta DeAgostini")[2]
- 2000 Comix 2000, colectiva (L'Association)
- 2002 Les Heresiarcas, con dibujos de Das Pastoras (Les Humanoides Associés).
- 2003 H20il, colectiva (Colectivo Chapapote)
- 2005 Las Nuevas Aventuras de Esther, con Purita Campos (Glenat España)
- 2008 La cuenta atrás, con dibujos de Sergi San Julián (Faktoría K de Libros)
- 2023 Contrition, con dibujos de Keko (Norma editorial)